# Aleixki (Vladímir)
|  | Per a altres significats, vegeu «Aleixki». |

Aleixki (en rus: Алешки) és un poble de l'óblast de Vladímir, a Rússia, que en el cens del 2010 tenia quatre habitants. Pertany al districte de Koltxúguino.